# Pla de la Llena
El Pla de la Llena són uns plans de muntanya del terme municipal de Tremp, dins de l'antic terme de Fígols de Tremp, al Pallars Jussà.
Està situat al sud-est del poble de Claramunt, al sud-oest del d'Eroles i al nord-oest de Montllobar. Hi passa la carretera local que des de la C-1311, entre els punts quilomètrics 11 i 12, porta en direcció nord a Clarasmunt. És tot el vessant sud-occidental del Serrat de l'Àliga.